# Zohreh Tabatabai
Zohreh Tabatabai ist eine iranische Diplomatin und internationale Wirtschaftskoordinatorin. Sie arbeitete für die Vereinten Nationen (UNO) als Leiterin des Focal Point for women for the United Nations system, und Direktorin für Kommunikation im Büro des Generaldirektors der Internationalen Arbeitsorganisation (IAO) in Genf. Nach ihrer Tätigkeit bei der IAO gründete Tabatabai Quince Partners, eine Kommunikations- und PR-Firma.
Tabatabai ist in vielen NGOs, non-profit Institutionen und gemeinnützigen Organisationen in den Bereichen Menschen- und Frauenrechten aktiv. Sie war auch Mitglied der 2006 gegründeten Kampagne End Human Trafficking Now (EHTN).

## Leben
Zohreh Tabatabai wurde im Iran geboren und arbeitete zuerst 10 Jahre als Diplomatin im iranischen Außenministerium. Danach wechselte sie 1980 zu den Vereinten Nationen und hatte während über 20 Jahren verschiedene Schlüsselpositionen inne, namentlich drei Jahre als Leiterin des Focal Point for women for the United Nations system. Sie hatte 85 Mitarbeitende, welche sie bei der Medien- und Öffentlichkeitsarbeit, dem Herausgeben von Publikationen, dem Betrieb von Website und der Bibliothek unterstützten. Bei der UNO arbeitete sie als leitende Koordinatorin der 50-igsten UNO-Jubiläumsfeiern in New York.
In diesem Amt formulierte sie neue Strategien für privat-öffentliche Zusammenarbeit (public-private cooperation) und arbeitete mit mehr als 100 Staatsoberhäuptern zusammen.
Tabatabai setzte sich für die Verbesserung der Situation der Frauen ein, welche für die UNO arbeiten.
2002 wechselte sie als Direktorin für Kommunikation im Büro des Generaldirektors der Internationalen Arbeitsorganisation (IAO) nach Genf. 2010 verließ sie die IAO und gründete eine Firma. Als Thema verfolgt sie dabei Corporate Social Responsibility (CSR).
Tabatabai engagiert sich für Leadership von Frauen in Kunst, Unterhaltung, Wissenschaft, Technologie, Finanzwirtschaft und Regierung und Verwaltung. Sie organisierte Salon events in verschiedenen Städten und schuf eine online Plattform für die Teilnehmenden der Salons um die globale Kooperation zu fördern.